# Cesare Beccaria
Cesare markýz Beccaria (15. března 1738, Milano – 28. listopad 1794, tamtéž) byl italský aristokrat, filosof a ekonom. Proslavil se pojednáním "O zločinech a trestech" (1764), v němž odmítl trest smrti a položil základy moderní penologie.

## Život
Narodil se v aristokratické rodině v italském Miláně a studoval na jezuitské koleji v Parmě a v Pavii, kde roku 1758 studia úspěšně ukončil. Roku 1760 se přes nesouhlas rodičů oženil s Teresou di Blasco, s níž měl čtyři děti. S blízkými přáteli, hrabětem Pietro Verri a Alessandro Verri vydával časopis Il Caffé, který sledoval osvícenské hnutí ve Francii. Společně založili také „Akademii pěstí“, která chtěla potírat “ekonomický nepořádek, tyranii malých byrokratů, náboženskou úzkoprsost a intelektuální pedantství“. Beccaria se zprvu zajímal o matematiku, byl ale silně ovlivněn četbou Montesquieuových „Perských listů“ a z pověření svých přátel vydal roku 1762 esej O nápravě finančního zmatku.
Alessandro Verri, který byl dozorcem věznic, požádal Beccariu, aby napsal pojednání o trestech, i když v tomto oboru neměl žádné zkušenosti. Beccariova nejznámější esej „O zločinech a trestech“ (Dei delitti e delle pene) pak vyšla roku 1764 anonymně v Monaku, a teprve když měla nečekaný úspěch, vydal ji i pod svým jménem. Hned následujícího roku vyšla v německém překladu v Praze, k francouzskému překladu 1766 napsal úvod Voltaire a knihu nadšeně komentoval Denis Diderot. Beccaria byl nadšeně uvítán v Paříži, Kateřina II. ho pozvala do Petrohradu a anglické vydání uvítali John Adams a Thomas Jefferson. Kniha však vyvolala také odmítavé reakce, zejména v Německu. Beccariu obšírně kritizoval Immanuel Kant, dále Johann Wolfgang Goethe, Moses Mendelssohn, G. W. F. Hegel i Johann Gottlieb Fichte, kteří soudili, že stát musí disponovat krajním prostředkem odplaty za těžké zločiny. Katolická církev zařadila dekretem ze dne 3. února 1766 Beccariův spis „O zločinech a trestech" na Index zakázaných knih.

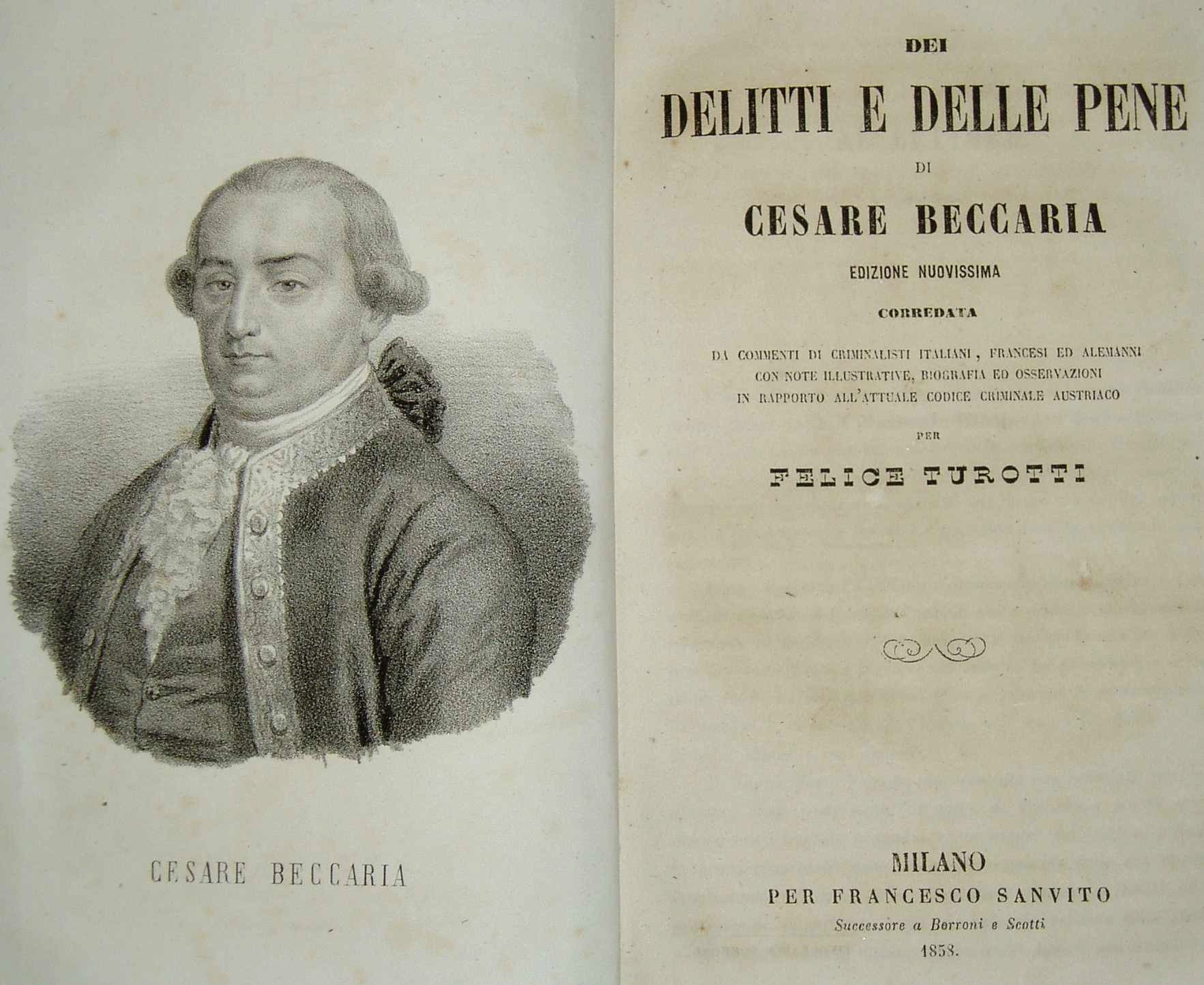
Cesare Beccaria

Beccaria dostal profesorské místo politické ekonomie v Miláně, byl zvolen do akademie v Bernu, od roku 1776 byl členem rakouské Nejvyšší ekonomické rady a později i rady pro reformu trestního práva. První evropskou zemí, kde byl trest smrti zrušen, bylo roku 1786 Toskánsko, kde tehdy vládl velkovévoda toskánský a pozdější rakouský císař Leopold II. Beccariovo poslední dílo, věnované národnímu hospodářství, vyšlo posmrtně roku 1804.
Synem Beccariovy nejstarší dcery Giulie byl slavný italský spisovatel Alessandro Manzoni.

## Význam
Beccaria nebyl zcela originální myslitel a trest smrti kritizoval už před ním například Blaise Pascal, význam jeho eseje je však v tom, že své důvody vysvětlil srozumitelně široké veřejnosti a publikoval v době, která jim naslouchala. Beccaria tak platí za zakladatele moderní teorie trestu a penologie vůbec. Vychází z teorie společenské smlouvy a vysvětluje, že trest neznamená odplatu, nýbrž že má význam výchovný, odstrašující a ochranný. Občan se smlouvou vzdává jistých svobod, aby mohl v bezpečí užívat ty ostatní. Předem tak souhlasí s trestem, pokud by smlouvu porušil, usmrcení však tím trestem nemůže být. Účinnost trestu nezávisí na jeho tvrdosti, nýbrž na tom, aby byl přiměřený, jistý a rychlý. Beccaria odmítá přísahy i mučení a zastává racionalistické zásady pro stanovení trestu. Tím silně ovlivnil Jeremy Benthama a jeho utilitarismus.
| „ | Není žádná svoboda tam, kde zákony umožňují, aby člověk za jakýchkoli okolností přestal být osobou a stal se věcí. | “ |